# Agustín Jerónimo de Iturbide
Agustín Jerónimo de Iturbide (Valladolid (actualment Morelia), Mèxic, 30 de setembre de 1807 - Nova York, Estats Units, 11 de desembre de 1866), va ser un militar mexicà, que fou hereu oficial de la corona de Mèxic en l'efímer Primer Imperi Mexicà entre 1822 i 1823 com a Príncep Imperial, presumpte hereu entre 1823 i 1824, i pretendent al tron de 1824 a 1864, any en què va cedir els seus drets a l'arxiduc Maximilià I de Mèxic quan es va establir el Segon Imperi Mexicà.
Va ser el fill primogènit d'Agustín d'Iturbide i la seva esposa Ana María Huarte. Va ser educat als Estats Units d'Amèrica. El 1822, en proclamar-se el seu pare emperador mexicà, Agustín I, va ser designat per aquest hereu de la Corona i va rebre els títols de Príncep Imperial i Cavaller de l'Orde de Guadalupe.
A la caiguda del Primer Imperi Mexicà, es va traslladar amb els seus pares a Europa i després de la mort del seu progenitor va marxar a Colòmbia, on va ser persona de confiança de Simón Bolívar. Agustín Jerónimo va combatre en les files independentistes en la Batalla d'Ayacucho i també va ser agent diplomàtic de Mèxic a Londres i voluntari de l'exèrcit pontifici. Agustín Jerónimo va passar els últims anys de la seva vida als Estats Units d'Amèrica. Durant el regnat de Maximilià I de Mèxic va ser vicepresident de l'Orde de Guadalupe.